# Steppe désertique du bassin des Grands Lacs (Asie)
Pour les articles homonymes, voir Grands Lacs.
Localisation
La steppe désertique du bassin des Grands Lacs est une écorégion terrestre définie par le Fonds mondial pour la nature (WWF), qui appartient au biome des déserts et brousses xériques de l'écozone paléarctique. Il s'agit d'une importante dépression de l'Ouest de la Mongolie entourée par les monts Altaï et Khangaï et abritant plusieurs lacs, notamment : Uvs, Khyargas, Khar-Us, Khar et Airag.

## Galerie

Paysages de la Steppe désertique du bassin des Grands Lacs
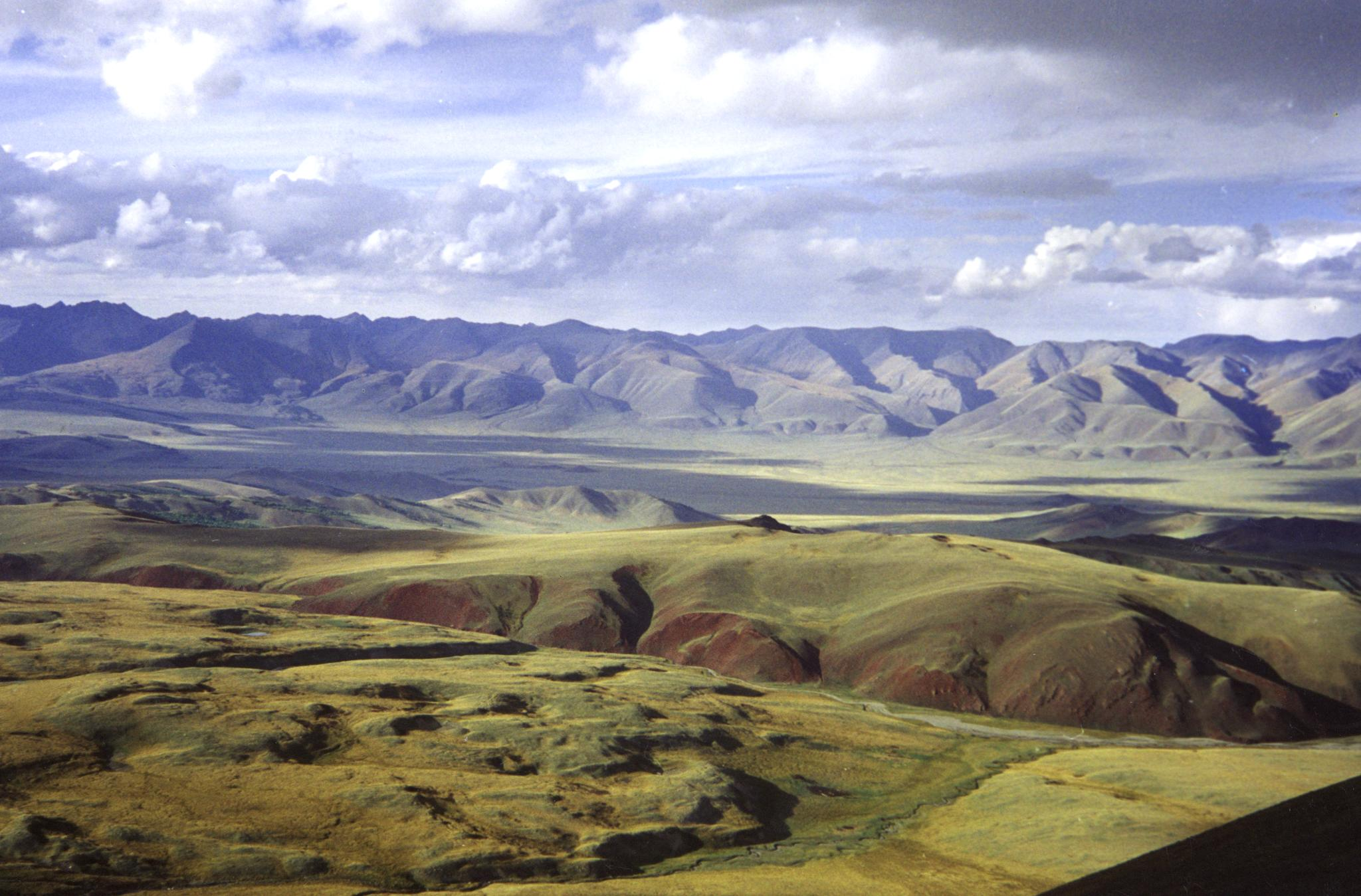
Lac Ubsunur, Touva (Russie), en 1999
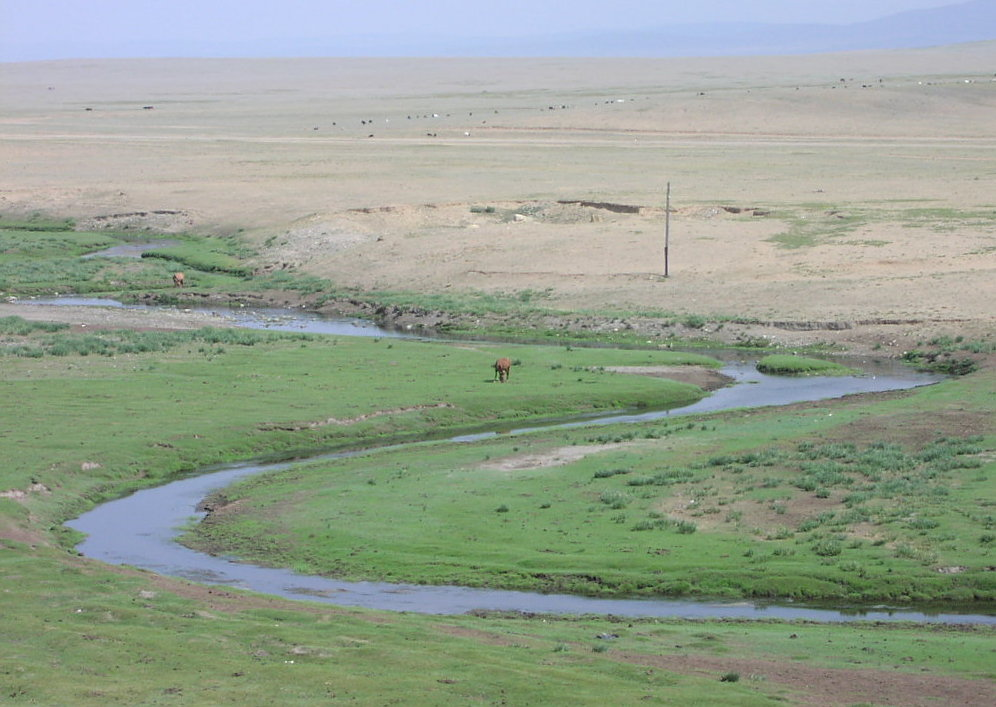
Övörkhangai (Mongolie) en 2002
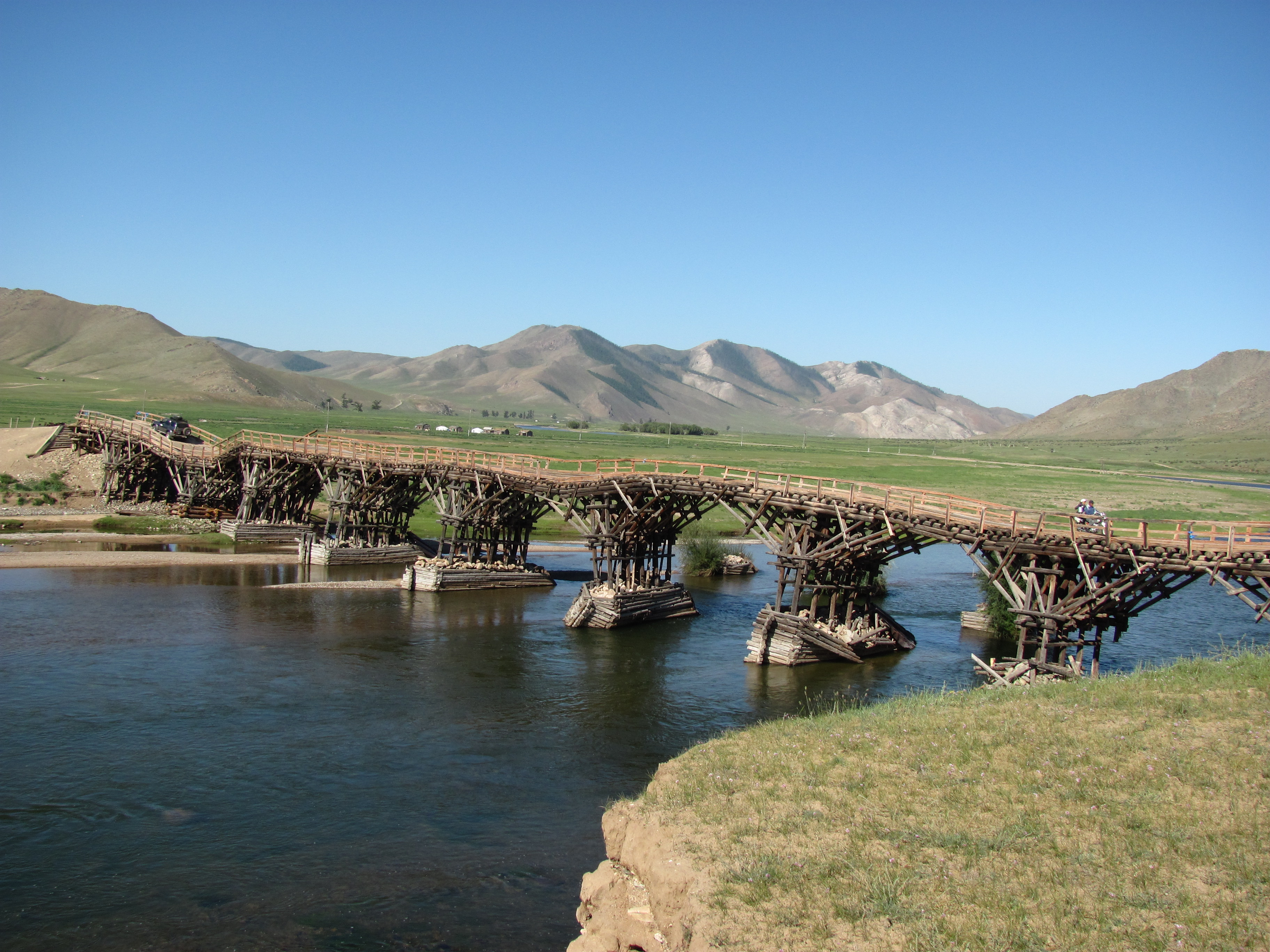
Ider (Mongolie) en 2011
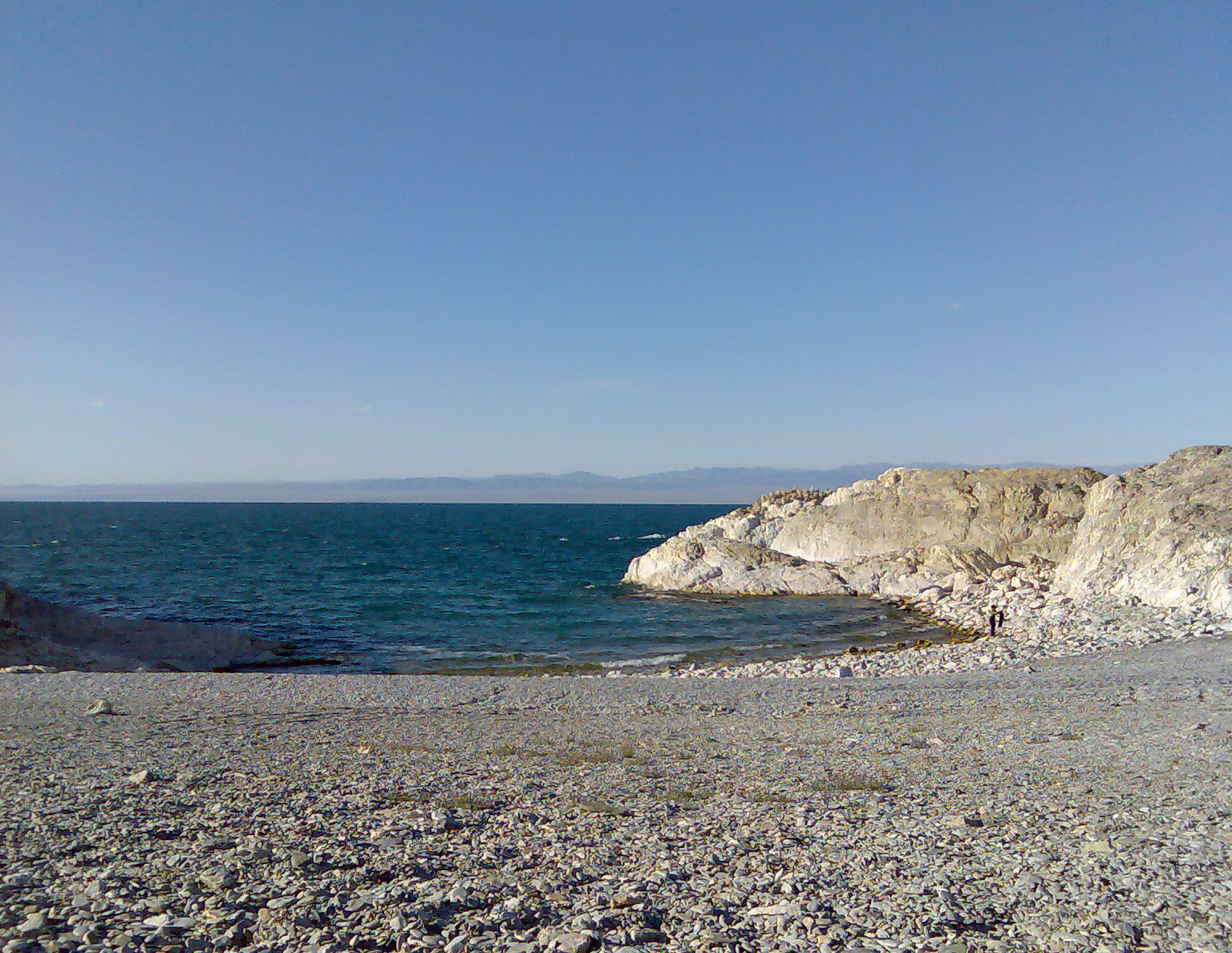
Lac Khyargas (Mongolie) en 2010